# Гуглета, Александар
Александар Гуглета (серб. Aleksandar Gugleta; род. 17 июля 1991, Книн) — сербский гандболист, выступающий за македонский клуб ГК Металург Скопье.

## Карьера

#### Клубная
Александар Гуглета начинал карьеру в сербском клубе ГК Чрвенка. В 2013 году Гуглета переходит в ГК Раднички. В 2015 году Александар Гуглета перешёл в ГК Войводина. Гуглета, в составе ГК Войводина, стал чемпионом Сербии. В 2016 году Александар Гуглета заключил контракт с Металургом Скопье

## Награды
- Чемпион Сербии: 2016
- All Serbian Cup: 2016

## Статистика
| Сезон   | Клуб     | Лига             | Матчи | Голы   | Голы   | Голы  |
| Сезон   | Клуб     | Лига             | Матчи | С игры | 7-метр | Всего |
| ------- | -------- | ---------------- | ----- | ------ | ------ | ----- |
| 2013/14 | Раднички | Чемпионат Сербии |       | 62     | 1      | 61    |